# 各務原市立蘇原第一小学校
各務原市立蘇原第一小学校（かかみがはらしりつ そはらだいいちしょうがっこう）は、岐阜県各務原市蘇原野口町にある公立小学校。

## 概要
- 各務原市蘇原地区の小学校の一つである。
- 通学区域（自治会名による）は、宮代町、大島東、大島中、大島西、島崎町、寺島町、伊吹町、古市場町東、古市場町西、飛鳥町、持田町、東山、熊田町、リバーサイド熊田、野口西、野口南、野口東、申子町北、申子町南、川協団地、吉野町、新栄町、青雲町、清住町第1、清住町第2、清住町第3、花園町であり[1]、公立中学校の場合の進学先は各務原市立蘇原中学校である[2]。
- 2019年度の児童数は910名であり、児童数は県内の小学校でも上位である。

## 沿革
- 1873年（明治6年） - 古市場村の根本寺（加佐美神社の神宮寺。明治4年廃寺。）を仮校舎として和親舎を創設。後に加佐美神社に移転。
- 1894年（明治27年） - 古市場村桜田に新校舎をつくり、古市場尋常小学校として発足。
- 1895年（明治28年） - 高等科を併設し、古市場尋常高等小学校と改称。
- 1897年（明治30年） - 伊飛鳥島村・和合村・大宮村・古市場村・持田村・三柿野村が合併、蘇原尋常高等小学校と改称。
- 1908年（明治41年） - 蘇原村議会で校舎改築が議決され、位置を現在地（野口）に移転。校舎改築起工式を行う。
- 1912年（明治45年） - 校舎落成（尋常科児童数　男子254名　女子250名）（高等科児童数　男子　58名　女子15名）
- 1920年（大正9年） - 北校舎を2階建てに増築する。
- 1926年（大正15年） - （尋常科児童数　男子378名　女子319名）（高等科児童数　男子100名　女子47名）
- 1928年（昭和3年） - 南校舎を増築し、落成。
- 1934年（昭和9年） - 二宮尊徳銅像落成　諸団体の寄付によって奉安殿ができる。
- 1936年（昭和11年） - 南校舎をさらに増築し、完成。
- 1941年（昭和16年） - 蘇原国民学校と改称。
- 1943年（昭和18年） - 金属不足のため、二宮尊徳銅像を供出。供出後、石像入魂式。校庭に防空壕を24個掘る。
- 1945年（昭和20年） - 軍隊宿舎のために教室を貸与する。蘇原町内一円に焼夷弾落下。校内便所にも落下し消失。終戦。
- 1946年（昭和21年） - 奉安殿を解体し、撤去。
- 1947年（昭和22年） - 蘇原国民学校を蘇原小学校と改称、高等科を廃止。
- 1948年（昭和23年） - 学校給食開始。
- 1959年（昭和34年） - 屋内体育館と給食室を改築し、完成。
- 1962年（昭和37年） - PTAの協力を得て、校歌を制定。
- 1963年（昭和38年） - 市制施行に伴い、各務原市立蘇原小学校と改称。
- 1966年（昭和41年） - 東海地区FBC優秀賞（中日賞）受賞。
- 1970年（昭和45年） - 学級編成数37学級　児童数1,445名となり、東校舎の特別室を普通教室に改造。
- 1971年（昭和46年） - 学級編成数40学級　児童数1,583名となり、プレハブ教室3教室を増設。
- 1972年（昭和47年） - 創立100年祭。蘇原第二小学校開校により蘇原第一小学校と改称。児童数683名。学校給食を給食センターへ移す。
- 2005年（平成17年）
  - 3月 - 敷地内の蘇原幼稚園が廃園となる。
  - 4月 - 旧蘇原幼稚園舎を活用した子育て支援施設「そはら子ども館」が開設される。
- 2007年（平成19年）4月 - 通級指導教室が開設される。
- 2008年（平成20年）
  - 4月 - 通級指導教室が2クラスに増える。
  - 7月 - 隣接の給食センター跡地に新体育館の建設が始まる。
- 2009年（平成21年）
  - 3月 - 新体育館が完成・供用開始。
  - 8月 - 校舎の増築・耐震化工事を実施、プレハブ校舎の設置。
  - 9月 - プレハブ校舎の使用開始。旧体育館を解体。
- 2010年（平成22年）
  - 3月 - 耐震工事が終了。プレハブを解体。
  - 7月 - 西校舎の増築工事を開始。
- 2011年（平成23年）
  - 3月 - 西校舎の増築工事が終了。蘇原第一小学校における体育館増築、本館耐震工事、西舎増築工事などの全工事完了。
  - 4月 - 小学校敷地内にあった「そはら子ども館」が、体育館南に新築された「そらーら」2階に移転。

## 学校周辺
- 各務原市立蘇原中学校
- 加佐美神社
- そはらふれあいセンター そらーら
- 名鉄各務原線六軒駅

## 交通機関
- 名鉄各務原線 六軒駅より徒歩20分
- JR高山本線 蘇原駅より徒歩25分
- 各務原市ふれあいバス 蘇原線「蘇原第一小学校前」バス停下車

## 著名な出身者
- 津田知宏 - サッカー選手
- 中川未由希 - ホッケー選手